# Plan gospodarki niskoemisyjnej
Plan gospodarki niskoemisyjnej – dokument o charakterze strategicznym, który określa cele strategiczne i szczegółowe dochodzenia do gospodarki niskoemisyjnej na poziomie lokalnym. Wdrażanie planów gospodarki niskoemisyjnej jest związane z przyjęciem w 2007 roku tzw. pakietu energetyczno-klimatycznego Unii Europejskiej, którego głównymi celami są: podniesienie efektywności energetycznej o 20%, podniesienie udziału OZE w miksie energetycznym oraz obniżenie emisji gazów cieplarnianych o 20% (tzw. pakietu 3x20) do 2020 r. PGN jest dokumentem wymaganym przy składaniu wniosków przez gminy o wsparcie ze środków UE w ramach perspektywy 2014–2020.